# Прапор Хуіларта
Прапор Хуіларта був офіційно прийнятий муніципальною радою 2 липня 1987 року як муніципальний прапор комуни Хуіларт в провінціїФламандський Брабант. 17 листопада 1987 року він був підтверджений урядом Фландрії та остаточно опублікований 16 вересня 1988 року в офіційному бельгійському державному віснику.

Офіційно прапор описується так: 
Дві однаково довгі смуги жовтого і зеленого кольорів.
Жовтий символізує піщаний ґрунт Терхейде, тоді як зелений символізує Суанський ліс і перелоги. 

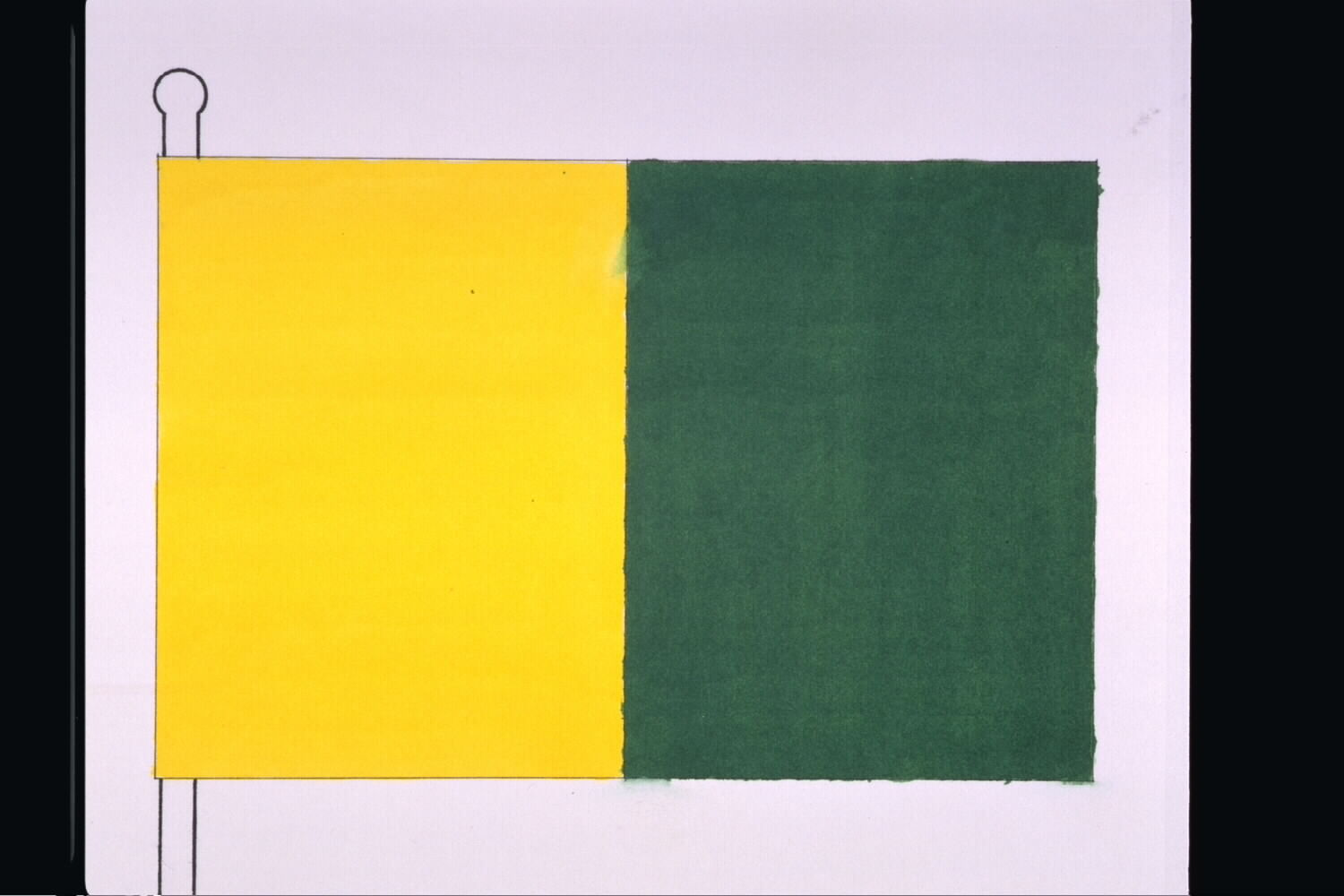
Офіційний малюнок прапора